# Ethiopica exolivia
Ethiopica exolivia là một loài bướm đêm trong họ Noctuidae.